# هيستيريا (فلم)
هستيريا فيلم مصري من إنتاج عام 1998 قصة وسيناريو وحوار المؤلف محمد حلمى هلال وإخراج عادل أديب بطولة أحمد زكي وعبلة كامل وشارك في التمثيل شريف منير وألفت إمام ونهى العمروسي وسامي العدل. يحكي الفيلم عن زين خريج في معهد الموسيقى العربية الذي انتهى به الأمر للعمل في الغناء في مترو الأنفاق 

## روابط خارجية
مقالات تستعمل روابط فنية بلا صلة مع ويكي بيانات